# تراکم دینامیکی خاک
تراکم دینامیکی خاک یکی از روش‌های  بهسازی خاک است.
در احداث خاک ریز شاهراه‌ها، سدهای خاکی، آماده سازی اراضی صنعتی، پالایشگاهی و کارهای زیربنایی متعدد دیگر نیاز داریم تا خاک سست را به آن حد از تراکم برسانیم تا خواص مکانیکی  خاک بهبود یابد. به عمل‌هایی که باعث رسیدن به این مقصود می‌شود بهسازی خاک میگویند که یکی از انواع آن ایجاد تراکم است .
از فواید تراکم می‌توان به افزایش باربری خاک، کاهش نشست‌های ناخواسته، و امکان افزایش شیب شیروانی‌ها ضمن حفظ پایداری آن‌ها  اشاره کرد. تراکم سطحی با دستگاه‌های معمول از جمله غلتک‌های استوانه‌ای صاف، پاچه‌بزی و چرخ لاستیکی می‌تواند تا ۳۰ سانتیمتر سطح خاک را متراکم کند. در صورتی که بخواهیم تراکم در لایه‌های عمیق‌تر خاک رخ دهد می‌بایست از تراکم دینامیکی و ارتعاشی استفاده کنیم.

## سازگاری
تراکم دینامیکی عمیق برای شرایط زیر مناسب است:
- خاکریزهای سست و نیمه اشباع
- خاک‌های اشباع با زهکشی آزاد
- لای‌های با نشانه خمیری کمتر از 8
- خاک‌های رسی با درجه اشباع پایین ( درصد رطوبت کمتر از حد خمیری)
تراکم دینامیکی عمیق به‌طور کلی برای خاک‌های رسی با نشانه خمیری بالا ( بیشتر از 8) و درجه اشباع بالا توصیه نمی‌شود. اگرچه این روش برای بهسازی خاک‌های رسی نیز در برخی کشورها استفاده شده‌است. اغلب جهت کاهش فشار آب حفره ای ناشی از تراکم دینامیکی عمیق، زهکشی مورد نیاز است. زمان انتظار معینی نیز برای از بین رفتن فشار آب حفره ای اضافی ضروری است. سطح آب زیرزمینی بالا (حدود 2 متری سطح زمین) باعث به حداقل رسیدن تأثیر تراکم دینامیکی می‌شود که تحت چنین شرایطی زهکشی بسیار ضروری است. تراکم دینامیکی عمیق زمانی مقرون به صرفه است که مساحت سایت بیشتر از 5000 متر مربع باشد.

## اصول روش
فرایند کار تراکم دینامیکی ساده است: وزنه‌ای به وزن ۵ تا ۴۰ تن را از ارتفاع ۱۰ تا ۳۰ متری رها می‌کنند و انجام این کار به دفعات باعث تراکم عمیق توده خاک می‌شود.
در طول فرایند تقویت شالوده با افتادن چکش از ارتفاع ۲۰ متری به سرعت ۷۲۰ کیلومتر بر ساعت می‌رسیم که در قویترین زلزله‌ها رخ می‌دهد و باعث تخریب ساختمان‌ها می‌شود. بنابراین استفاده از این روش در نزدیکی ساختمان‌ها باعث ایجاد خسارت می‌شود. با این وجود تحقیقات اهمیت استفاده از این روش را برای ساخت ساختمان‌های ایمن نشان داده است.
موج‌های شعاعی حاصله از تراکم دینامیکی در سه محور مختصات باعث لرزش و در نتیجه تراکم خاک می‌شود.

## درجهٔ تراکم
درجه تراکم کسب شده بستگی به عوامل زیر دارد:
- وزن وزنه.
- ارتفاع سقوط.
- فواصل نقاطی که وزنه بر روی آن می‌افتد.

عمق مؤثر تراکم در این روش معمولاً ۱۰ الی ۳۵ فوت است. اگر به صورت اصولی این کار انجام شود ظرفیت باربری پی را می‌توان تا ۳۰۰۰ پوند بر فوت مربع با نشست قابل قبول گسترش داد.

## روشهای ترکیبی و تکمیلی ابر تراکم
با توجه به هزینه نسبتاً کم اجرای روش ابر تراکم در بهسازی خاک می‌توان با ترکیبی از دیگر روش‌های بهسازی، میزان بازده عملیات  تراکم را افزایش داد.

## زه کشی و پائین بردن سطح سفره آب زیر زمینی
با استفاده از روش زه‌کشی و پائین بردن سطح سفره آب زیر زمینی منطقه قبل از انجام عملیات ابر تراکم می‌توان با هزینه‌ای بسیار ناچیز بهسازی خاک ناشی از انجام عملیات ابرتراکم را به میزان قابل توجهی افزایش داد. این عمل با حفر چند حلقه چاه، فیلترگذاری در درون آن‌ها و پمپاژ همزمان از درون آن‌ها صورت می‌گیرد. استفاده از روش پمپاژ از درون لوله‌های مکنده به دلیل کوتاهتر شدن مسیر زهکشی و بهره‌گیری از خاصیت ناهمسانی در نفوذ پذیری خاک در بسیاری از موارد نتایج مطلوب تری را به همراه دارد. در این روش لوله‌ها که دارای قطر تقریبی پنج سانتیمتر می‌باشند با فاصله‌ای در حدود پنج متر از یکدیگر با روش ضربه‌ای، جایگذاری در محل‌های از پیش حفاری شده، یا با روش شستشوی و با بهره‌گیری از فشار آب در محل استقرار می یابند. چند متر پایینی این لوله‌ها سوراخدار یا شیاردار است تا آب بتواند به درون لوله راه یابد ولی بخش فوقانی لو له‌ها بدون منفذ می‌باشد تا در هنگام انجام عمل پمپاژ از ورود هوا به داخل لوله‌ها و کاهش بازده عملیات پرهیز شود. هر یک از این لوله‌ها در انتهای فوقانی به وسیلهٔ اتصالات آب بند و مناسب به لوله‌های شبکه سطحی مرتبط می‌شوند که این لوله‌های سطحی خود به منبع پمپاژ متصل میگردند.
پائین رفتن سطح سفره آب زیر زمینی باعث حذف خاصیت غوطه‌وری و نیروی ارشمیدس شده و تنش مؤثر وارد بر خاک را افزایش می‌دهد و این افزایش تنش خطی می‌باشد . اثر آن در سطح اولیه سفره آب زیر زمینی صفر بوده و در رقوم‌های پائین تر بتدریج اثر افزایش می یابد و در پائین‌ترین رقوم یعنی سطح جدید سفره آب زیر زمینی میزان تأثیر به حداکثر مقدار می‌رسد. نقطه ضعف این روش در این است که کمترین میزان تأثیر آن در رقوم فوقانی و بیشترین میزان تأثیر آن در رقوم تحتانی است. مثلاً اگر سطح سفره آب زیر زمینی به اندازه ۵ متر پائین رود میزان افزایش تنش در سطح جدید سفره آب زیر زمینی حدوداً پنجاه کیلو پاسکال یا معادل با سربار ۳ متر خاک خواهد بود. بدین ترتیب توزیع تنش در خاک مغایر با شکل توزیع تنش ناشی از وجود پی سازه‌ها است که در آن‌ها بیشترین تنش وارد بر خاک در رقوم فوقانی و در سطح زیرین پی بوده و با افزایش عمق میزان تأثیر سر بار پی کاهش می یابد.
با توجه به چگونگی توزیع تنش در خاک در نتیجه پایین بردن سطح سفره آب زیرزمینی و اجرای روش ابرتراکم ملاحظه می‌گردد که این دو روش مکمل یکدیگر بوده و چگونگی پخشایش تنش‌ها در اثر اجرای همزمان این دو روش (ابرتراکم و پائین بردن سطح سفره آب زیر زمینی) بسیار مناسب بوده و تراکم مناسبی را به خاک تحمیل خواهد نمود. بدین ترتیب عمق تأثیر تنش‌های مؤثر به مقادیر قابل توجهی افزایش می یابد.

## مکش و ایجاد خلاء در خاک‌ها
حد اکثر بازده هر شبکه از لوله‌های مکنده افت ۶ متر در سطح سفره آب زیرزمینی می‌باشد و در صورت افزایش دبی پمپاژ به دلیل کاهش فشار در داخل شبکه، در عوض آب بخار آب از لوله‌ها خارج می‌شود. با افزایش دبی پمپاژ از لوله‌های مکنده و ایجاد مکش و خلاء نسبی و به وجود آمدن گرادیان هیدرولیکی، آب به میزان بیشتری جذب لوله‌ها شده و درجه اشباع خاک کاهش می یابد. در صورتی که میزان مکش درون چاه‌ها به حدود نیم اتمسفر برسد فشار حاصل معادل با تنش ناشی از سه متر سربار خاک در سطح زمین می‌باشد و عمق تأثیر مکش نیز عملاً برابر یا بیش از طول لوله‌های مکنده خواهد بود. با صرفنظر کردن از یک متر لایه سطحی خاک منطقه، میزان تأثیر ایجاد مکش در خاک‌ها نسبت به عمق تقریباً ثابت می‌باشد .

## نصب زهکشهای نواری مرکب (فتیله‌های زهکش)
فتیله‌های زهکش از جمله مصنوعاتی می‌باشند که از ترکیب لایه‌های ژئوتکستایل و ژئوگرید به وجود می آیند. تهیه و نصب زهکش‌های نواری مرکب بسیار کم هزینه و سریع بوده و نصب آن‌ها به دلیل کوتاه شدن مسیر زهکشی و بهره‌گیری از نفوذ پذیری افقی خاک کمک بسیار بزرگی به زهکشی خاک و تسریع پدیده تحکیم می نماید.

بزرگترین نمونه‌های عملی استفاده از این طرح در کشور (پروژه پیش بارگذاری به وسیله زهکش‌های نواری P.V.D در منطقه ویژه اقتصادی پتروشیمی ماهشهر):

ماهشهر منطقه ای ساحلی متشکل از خاک‌های رسی و سیلتی رسی ضخیم لایه با میانلایه‌های نازک و فراوان سیلتی و سیلتی-ماسه ای است که بخش سطحی آن به ضخامت حدود 20 متر، شدیداً سست و تراکم پذیر با عدد نفوذ استاندارد 0-6 می‌باشد . برای بهسازی محل پی سه مخزن بزرگ پتروشیمی در این منطقه تصمیم به استفاده از پیش بارگذاری همراه با نصب زهکش نواری از نوع ‌Colbond CX 1000/10 cm‌ با الگوی مثلثی به فاصله ‌1/35m‌ تا عمق 20 متری اتخاذ و اجرا گردید. سه خاکریز به ارتفاع و قطر متوسط 9 و 75 متر در یک ماه احداث و به مدت شش ماه رها شدند.

احسان طباطبایی مدیر عامل شرکت سحاب جاوید صنعت (مجری طرح زهکش نواری) می افزاید:
نصب زهکش‌های نواری علاوه بر زهکشی شعاعی، به دلیل ایجاد ارتباط بین میان لایه‌های نازک و کم وسعت سیلتی و سیلتی ماسه ای با تراوایی بالا و جدا از هم پراکنده در ضخامت خاک و زهکشی آن‌ها به سطح، سبب تشدید زهکشی قائم و تسریع نشست خاک شده‌است. طوری که در مدت دو ماه 85 درصد تحکیم رخداده که در صورت عدم نصب شاید به بیست درصد هم نمی‌رسید. حداکثر نشست در پایان دوره 97 سانتیمتر و رخداد تحکیم 99% بوده‌است.

## استفاده از فتیله‌های مکنده (نوارهای مکنده مرکب)
نوارهای مکنده مرکب همانند زهکش‌های نواری مرکب می‌باشند ولی در بخش فوقانی، نوار زهکش به طول حدوداً ۳ متر توسط لایه‌های عایقی پوشانده شده و از محیط اطراف عایق گردیده است. وسیله نصب این نوار مکنده مرکب دستگاه‌های معمولی نصب نوارهای زهکشی می‌باشند. در هنگام ساخت، دو طرف نوار زهکش به وسیلهٔ صفحه نواری عایقی پوشیده شده‌است و قبل از نصب، این صفحات عایق از بخش انتهائی نوار مرکب جدا می‌شوند. روش دیگر عبارت از نصب لایه عایق در طولی از نوار زهکش است که در نهایت در رقوم‌های سطحی قرار می‌گیرد. پس از نصب این نوارهای مکنده مرکب، انتهای هر یک از آن‌ها در سطح زمین توسط واسطه‌هایی به شبکه لوله‌های مکنده مرتبط می‌گردند. بدین ترتیب با ایجاد زهکش و خلاء نسبی در خاک درجه اشباع خاک کاهش یافته و در هنگام برخورد کوبه‌ها به سطح زمین نیز این زهکش‌ها نقش هدایت و جذب آب منفذی و میان ذره‌ای را ایفا می نمایند. فاصله نصب این فتیله‌های مکنده از یکدیگر حدوداً در شبکه‌ای مربّعی به ابعاد ۸ تا ۱۲ متر می‌باشد .

## جایگزینی دینامیکی
در روش جایگزینی دینامیکی با پر کردن حفره‌های به وجود آمده در اثر کوبش ضربات توسط مصالح دانه‌ای مناسب و اعمال ضربات متعدد دیگر بر سطح زمین در آن نقاط، مصالح دانه‌ای تا چند متر در داخل خاک نفوذ کرده و با خاک اولیه منطقه مخلوط می‌شوند بدین ترتیب لایه سطحی زمین با ضخامتی چند متری به صورت یک دال از مصالح دانه‌ای به وجود می آید که استحکام قابل توجهی به زمین جهت تحمل بارهای ناشی از پی می‌دهد.